# القدرة التنافسية الاقتصادية

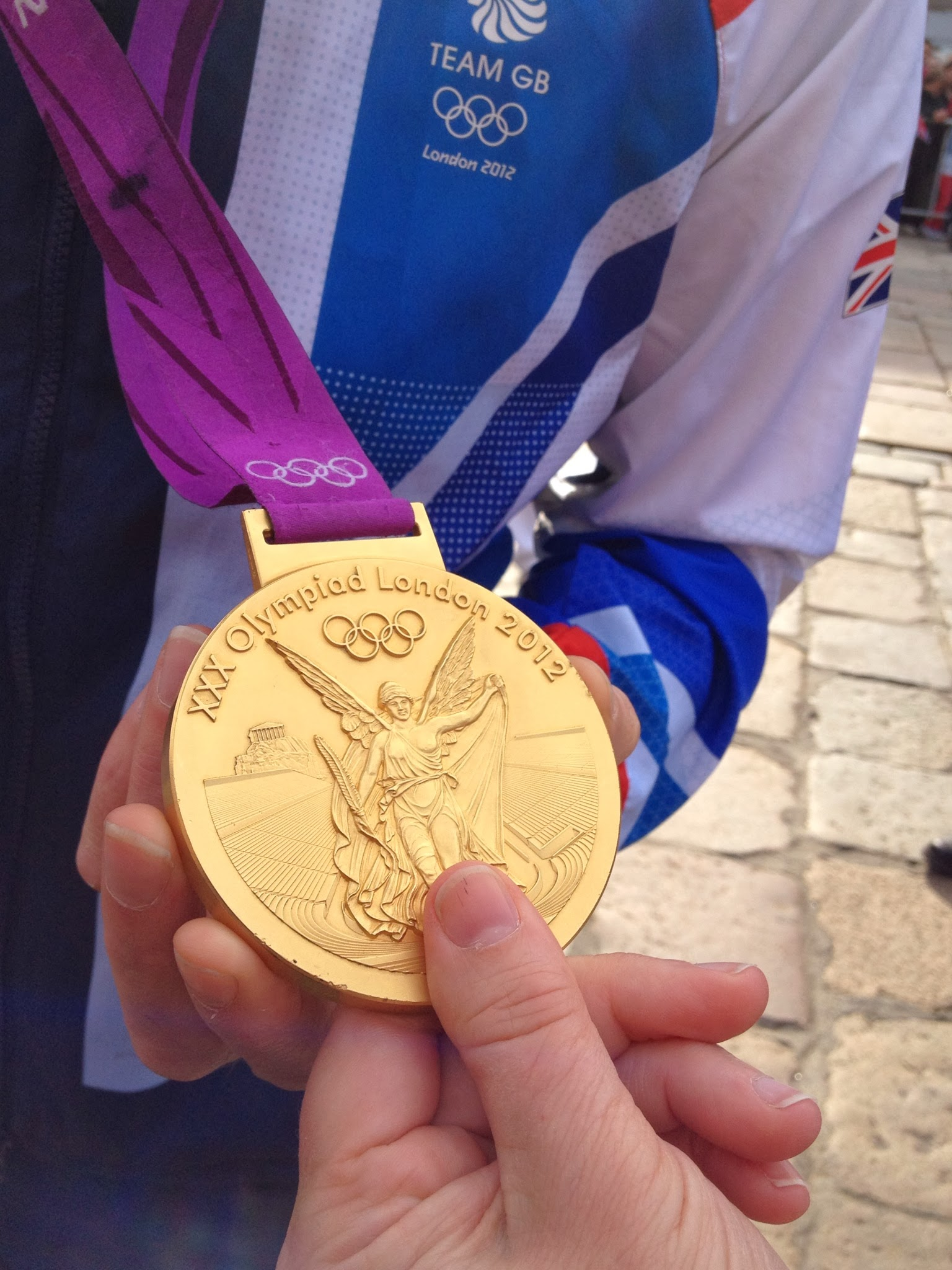

تشير القدرة التنافسية الاقتصادية إلى قدرة قطاع اقتصادي أو إقليمي (بلد، منطقه اقتصادية..)، شركة، على بيع واستيراد واحدة أو أكثر من سلع أو خدمات سوقية بصورة دائمة لسوق معين في ظل المنافسة. تُقيّم القدرة التنافسية الاقتصادية من خلال نشاط حصص السوق. وينتج عن القدرة المنافسة على الأسعار لتقديم الابتكارات والخدمات الإضافية بانتظام.

## القدرة التنافسية للشركة
تقاس القدرة التنافسية للشركة من خلال استنتاج ميزة ناجمه عن فرق قائم بين العرض المقدم من قبل مزود الخدمة أو من منافسيها. يجب تقدير المقارنة ليس فقط موضوعياً وإنما أيضًا من خلال منظور - أكثر ذاتية - للتصور الفعلي الذي أدلى به العملاء المعنيون مثل منافسيها (أي الشركات أو المناطق).
يمكن أن ينتج هذا الاختلاف مقارنة بين عرضين:
• متطابقة، ولكن أحدها - يقال عليه أنه «أقل جذباً» - يستفيد من سعر بيع و / أو سعر تكلفة الأكثر جذباً.
• مختلفة، من حيث أن المرء يقدم مقابل سعر و / أو تكلفة مشابهة، خصائص أعلى أو أكثر تكيُف لاحتياجات المستهلك.
بدقيق العبارة فإن الشركة التي تستطيع أن تنجح في أداء أدوار مميزه وخاصه (أي جودة عالية، ابتكار، إلخ) فهي لا تعمل لمجابهة منافسيها أو تصادف أن تكون الوحيدة (في أي وقت من الأوقات) لإنتاج نوع معين من السلع أو الخدمات (أي الوضع شبه احتكاري) لا تقوم بإظهار القدرة التنافسية: بل إنها تمارس إستراتيجيه تسمح لها بعزل نفسها مؤقتًا أو بشكل دائم عن المنافسة. إلا انه على مستوى شركة أو إقليم أو مجموعة وظائف، يمكن أن يكون أي تخصص استراتيجي أو منتج مصدرًا للقدرة التنافسية القوية طالما يوفر بشكل مباشر أو غيرمباشر أوجه التآزر، وعوائد الحجم والعوامل الخارجية الإيجابية التي تعزز الوضع التنافسي. تستطيع التأثيرات المفيدة أن تنعكس وتستخدم على حسب تقدير المدراء لتعزيز الوضع الخاص للمنظمة (في السوق، في مجال النشاط الاستراتيجي، إلخ) أو من حيث إستراتيجيتها الشاملة (قطاعات النمو أو «منتج مُدر للأموال» المستخدمة لتمويل أولئك الذين هم في طور النشوء أو التثبيت). وبالتالي تعود دراسة القدرة التنافسية للشركة إلى تحليل أداء الشركة مقارنة بالمنافسة، سواء من حيث تكاليفها أو في الحصول على مزاياها التنافسية. يتطلب هذا النهج بشكل عام تشخيصًا استراتيجيًا يتألف من تحليل النموذج الاقتصادي للشركة وتقييم موقعها الاستراتيجي داخل إطار بيئتها.

## القدرة التنافسية الإقليمية
وفقا لمنظمة التعاون الاقتصادي والتنمية، تعد التنافسية الاقتصادية «الحرية التي يتمتع بها بلد ما بتطور في أوضاع السوق الحرة وأيضاً في النزاههة لإنتاج السلع والخدمات التي تلبي معايير السوق الدولية مع الحفاظ في نفس الوقت وزيادة الدخل الحقيقي لسكانها على المدى الطويل». وبالتالي تعتبر البلدان التنافسية تلك التي تبيع بشكل نسبي أكثر من غيرها (للتصدير في الداخل) وتساعد في زيادة الثروة بشكل مستدام في البلد. تعود أهمية هذا المفهوم، في تطبيقه على القدرة التنافسية الوطنية وانه يشكل موضوع جدل بين الاقتصاديين.